# マリー・エレオノーレ・フォン・ユーリヒ＝クレーフェ＝ベルク

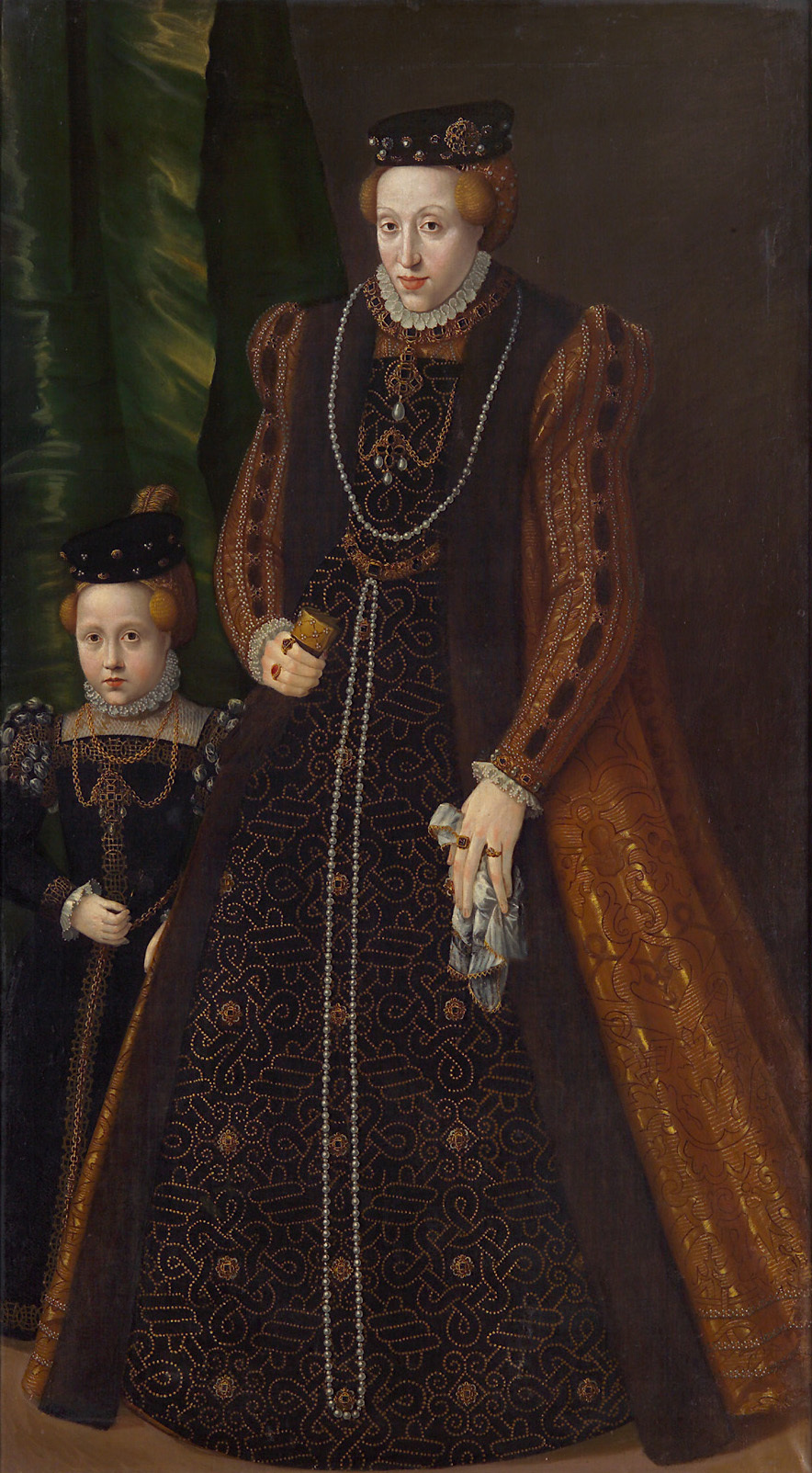
マリー・エレオノーレと母マリア

マリー・エレオノーレ・フォン・ユーリヒ＝クレーフェ＝ベルク（ドイツ語：Marie Eleonore von Jülich-Kleve-Berg, 1550年6月16日 - 1608年6月1日）は、プロイセン公アルブレヒト・フリードリヒの妃で、ユーリヒ＝クレーフェ＝ベルク公ヴィルヘルム5世とマリア・フォン・エスターライヒの長女。マリー・エレオノーレはイギリス女王ヴィクトリアの先祖の一人である。

## 生涯
マリー・エレオノーレの母方の祖父母は神聖ローマ皇帝フェルディナント1世とアンナ・ヤギエロ、ヨハン・ヴィルヘルムの姉である。
父ヴィルヘルム5世はカトリックであったが、マリー・エレオノーレは若い頃よりルター派に共感していた。父ヴィルヘルム5世はマリー・エレオノーレが妹たちに宗教面で影響を与えるのではないかと危惧し、マリー・エレオノーレを領地から去らせるためできるだけ早く同じ宗教的信念を持つ人物と結婚することを望み、そのために結婚相手を探すこととした。そして、プロイセン公アルブレヒトの息子アルブレヒト・フリードリヒが精神障害があったにもかかわらず選ばれた。結婚式は1573年にとりおこなわれ、マリー・エレオノーレはルター派のプロイセン公国に向かった。
1577年、精神障害を患っていた夫アルブレヒト・フリードリヒに対し、従兄弟ゲオルク・フリードリヒが摂政となり、ケーニヒスベルク宮廷におけるマリー・エレオノーレの立場がより厳しいものとなった。1591年、マリー・エレオノーレは娘たちと共にユーリヒに帰国し、翌1592年までとどまった。マリー・エレオノーレは、摂政議会が娘たちをポーランド諸侯と結婚させることを防ぐため、娘たちをドイツ諸侯と結婚するようはからった。そしてこれらの結婚で結ばれた同盟により、弟ヨハン・ヴィルヘルムの死後にユーリヒ公国がブランデンブルク選帝侯家に渡ることを確実なものとした。

## 子女
- アンナ（1576年 - 1625年） - ブランデンブルク選帝侯ヨハン・ジギスムントと結婚。
- マリー（1579年 - 1649年） - ブランデンブルク＝バイロイト辺境伯クリスティアンと結婚。
- アルブレヒト・フリードリヒ（1580年）
- ゾフィー（1582年 - 1610年） - クールラント・ゼムガレン公ヴィルヘルム・ケトラーと結婚。
- エレオノーレ（1583年 - 1607年） - ブランデンブルク選帝侯ヨアヒム・フリードリヒと結婚。
- ヴィルヘルム（1585年 - 1586年）
- マグダレーナ・ジビュレ（1586年 - 1659年） - ザクセン選帝侯ヨハン・ゲオルク1世と結婚。